# Теодора Комнина (дъщеря на Йоан II Комнин)
Вижте пояснителната страница за други личности с името Теодора Комнина.
Теодора Комнина (на средногръцки: Θεοδώρα Κομνηνή, Theodora Komnene, * 1116; † 12 май 1157) от династията Комнини е багренородна принцеса на Византийската империя.
Тя е третата дъщеря на византийския император Йоан II Комнин (1087 – 1143) и Ирина (1088 - 1134), дъщеря на Ласло I, крал на Унгария (1077 - 1095). Теодора е сестра на императорите Алексий Комнин (1106 – 1142) и Мануил I Комнин (1118 – 1180).
Теодора се омъжва за Мануил Анема († 1146/47), паниперпротосевастипертат (panhyperprotosebastypértatos). 
Двамата имат три деца:
- Алексий Комнин Анема (* ок.  1131 или ок. 1133/35; † 1155/57), женен за Анна Комнина Дукина, внучка на Исак Комнин и племенница на император Алексий I Комнин
- дъщеря – Комнина Анема (вер. Мария, * ок. 1133), омъжена за Йоан Ангел, пансебастос себастос 1157/66, син на Михаил Ангел и племенник на Константин Ангел († 1166)
- дъщеря – Комнина Анема, вероятно майка на:
  - Теодора Комнина († сл. 1186), монахиня 1186 г., омъжена за Андроник Лапард († 1183/1185), сгодена сл. септември 1185 г. за унгарския крал Бела III (* 1149; † 23 април 1196)

Теодора умира като вдовица и монахиня на 12 май 1157 г.